# Asso dell'aviazione
Un asso dell'aviazione è un aviatore militare, generalmente un pilota di caccia o più raramente di bombardieri, che è stato accreditato dell'abbattimento di almeno cinque aerei nemici, generalmente in dogfight (combattimento fra aerei a distanza ravvicinata) o nell'intercettazione di bombardieri. Nel corso della prima guerra mondiale, ad esempio, divenne popolare in Italia la Squadriglia degli assi, capeggiata da Francesco Baracca.
Durante la seconda guerra mondiale il titolo di "asso" venne concesso anche agli aviatori mitraglieri di bordo dei bombardieri, ma quasi nessuno divenne mediaticamente famoso, come invece accadde a moltissimi piloti di caccia.
Il concetto espresso dal titolo "asso" divenne talmente popolare che fu infine usato anche per indicare tutti i militari che conseguivano qualche "record", distinguendosi nell'affondare navi, distruggere carri armati, ecc. Qui non si può non ricordare figure come: Carlo Emanuele Buscaglia per gli aerosiluranti o per i tuffatori Giuseppe Cenni (che, comunque, compare tra i migliori assi da caccia nella Guerra Spagnola).

## L'accreditamento delle vittorie aeree
Dai tempi della prima guerra mondiale, ogni paese ha avuto un proprio sistema per accreditare le vittorie aeree a un aviatore militare. Il problema principale era che l'aviatore poteva dichiarare vittorie che non erano state conseguite da lui, o non completamente; poiché i combattimenti aerei erano spesso caotici. Soltanto dalla metà della seconda guerra mondiale incominciarono a comparire le fotomitragliatrici, che erano in grado di effettuare una breve ripresa cinematografica, automaticamente durante il fuoco delle armi o a comando manuale. Tuttavia, le fotomitragliatrici erano installate solo in una minoranza di aerei, di solito gli aerei dei comandanti di squadriglia. In mancanza dei film delle fotomitragliatrici, si ricorreva alle testimonianze dei compagni di squadriglia.

### Germania
La Germania fu sempre il paese con il sistema più rigoroso per accreditare le vittorie aeree a un pilota. Nella Grande Guerra, poiché la maggior parte dei combattimenti aerei avvenivano sopra il fronte terrestre, le vittorie aeree venivano assegnate ai piloti tedeschi solo ed esclusivamente se confermate dai reparti a terra dell'Esercito tedesco, che avevano assistito all'abbattimento dell'aereo nemico. Il sistema era talmente rigido che, come conseguenza, tutti gli assi tedeschi dell'epoca subirono il mancato riconoscimento di diverse vittorie aeree semplicemente perché l'Esercito non era stato in grado di testimoniarle. La testimonianza dei compagni di squadriglia non era valida.
Durante la guerra civile spagnola la Legione Condor, reparto speciale e volontario della Luftwaffe, incominciò ad ammettere la testimonianza dei compagni di squadriglia per convalidare le vittorie aeree, ma dovevano essere almeno due (una singola testimonianza non era sufficiente).
Il sistema di decorazioni mutò notevolmente con il tempo: durante la prima guerra mondiale i piloti tedeschi che divenivano "assi" ricevevano la Croce di Ferro, e quelli che poi arrivavano a conseguire almeno 20 vittorie aeree ricevevano la medaglia Pour le Mérite, che all'epoca era la più alta decorazione militare prussiana; durante il secondo conflitto mondiale la Luftwaffe demoltiplicò le decorazioni, che seguivano principalmente una logica numerica: dalla Croce di Ferro di 2ª Classe (assegnata usualmente al conseguimento delle prime 5 vittorie aeree) alla Croce di Cavaliere della Croce di Ferro con Fronde di Quercia, Spade e Diamanti (assegnata solitamente oltre le 200 vittorie aeree), passando attraverso numerosi gradi intermedi di decorazioni. Le decorazioni venivano assegnate anche per motivi complementari alle vittorie aeree, ad esempio per l'elevato numero di missioni volate, o per la distruzione di navi nemiche o la distruzione di numerosi carri armati nemici.
In ogni caso, il sistema degli accertamenti tedesco era talmente rigoroso, oltre che burocratico, che un pilota della Luftwaffe doveva normalmente attendere qualche settimana o addirittura qualche mese, prima che gli venisse riconosciuta una medaglia che gli spettava; il periodo di attesa variava inoltre anche in funzione dell'importanza della decorazione.
Per i piloti tedeschi, soprattutto nel secondo conflitto mondiale, con l'eccezione di pochissimi selezionati per incarichi di stato maggiore o come ispettori per la caccia, non esistevano periodi di riposo: la scarsezza di rimpiazzi impediva lunghi periodi in licenza, e i piloti volavano fino a quando non morivano, mentre dopo pochi mesi al fronte i piloti anglo-americani venivano rimpiazzati e/o inviati all'addestramento delle reclute. Questo portò alla formazione di un nucleo duro di experten, che era sempre più circondato da piloti inesperti (dopo l'inizio del 1944 con troppo poche ore di volo); gli experten si vedevano attribuire i propri abbattimenti in maniera molto più regolare e indiscussa delle reclute, e in caso di abbattimento condiviso, di solito, se lo vedevano attribuire come individuale (nella pratica tedesca, solo chi era determinante nell'abbattimento dell'aereo nemico poteva rivendicarlo, mentre chi vi aveva contribuito danneggiandolo, ma non abbattendolo, non aveva diritto all'attribuzione).
Infine, anche se la direttiva Anerkennung von Abschüssen, Zerstörungen und Schiffsvernichtung (n. 55270/41, 1939), alla base delle affermazioni degli abbattimenti dei piloti tedeschi, era una delle più stringenti e rigorose in uso, nella pratica veniva molto ammorbidita. Negli ultimi tre anni di guerra, anche dopo l'adozione delle fotomitragliatrici, tra l'80% e il 90% delle vittorie aeree reclamate veniva confermato, anche per motivare i piloti e sostenerne il morale; le autorità della Luftwaffe non intervennero più per evitare l'overclaiming (problema comune a tutte le aeronautiche), che nella campagna di bombardamenti contro la Germania era circa di 2 a 1 (ovvero venivano rivendicati 2 abbattimenti per ogni abbattimento realmente conseguito: quando un nemico precipitava, solitamente più di un pilota si accreditava l'abbattimento, con il conseguente gonfiamento dei numeri),mentre in quello sul fronte orientale era, occasionalmente, anche superiore a 4 a 1, cifre che si verificarono anche durante le ultime offensive aeree tedesche in occidente.

### Regno Unito
Durante la prima guerra mondiale i britannici usavano un sistema di accreditamento delle vittorie aeree simile a quello dei tedeschi, ma tenevano in conto anche le testimonianze dei compagni di squadriglia del pilota che dichiarava la vittoria, se l'Esercito britannico non poteva darne conferma. Nella seconda guerra mondiale, poiché nei primi anni la maggior parte dei combattimenti aerei avvenne lontano dal fronte terrestre, i britannici tennero quasi esclusivamente in considerazione la testimonianza dei compagni di squadriglia del pilota che rivendicava una vittoria aerea (anche un solo testimone).
In mancanza di testimoni, tuttavia, la Royal Air Force accreditava ugualmente le vittorie aeree se il pilota che le rivendicava era comunemente considerato, tra i compagni di squadriglia, un gentleman (gentiluomo) o un man of his word (uomo di parola): in Gran Bretagna questi valori individuali, all'epoca, erano tenuti molto in considerazione.
La Gran Bretagna fu anche una dei primi paesi a munire tutti i propri caccia, nel corso della seconda guerra mondiale, di fotomitragliatrici sincronizzate con le armi di bordo (pratica che nel 1945 andò generalizzandosi) per verificare le affermazioni dei piloti al rientro missione e analizzare il combattimento aereo.
La RAF e le forze aeree dei dominion britannici riconoscevano le vittorie individuali e quelle collettive in un unico conteggio, attribuendo una "frazione di vittoria": per esempio, se un bombardiere nemico veniva colpito da 3 aerei ai rispettivi piloti veniva attribuita 1/3 di vittoria.
A questa flessibilità nell'assegnare le vittorie aeree non faceva però riscontro altrettanta flessibilità nell'assegnare le decorazioni: le medaglie venivano assegnate valutando più i singoli episodi eccezionali di bravura e di coraggio, che non la somma numerica delle vittorie. In merito alle decorazioni, vi è da fare un'interessante osservazione: solo i migliori piloti britannici ricevettero la Victoria Cross, la più alta decorazione al merito britannica, ma la stragrande maggioranza di essi pilotava bombardieri, mentre i piloti da caccia la ricevettero di rado. Questo perché all'interno dei reparti di caccia della Royal Air Force la disciplina, la collaborazione e il rispetto erano le parole d'ordine. Essi erano considerati più come dei "club di volo", dove l'assistenza reciproca e il completamento della missione venivano prima di un qualsiasi abbattimento personale: ad esempio, durante la Battaglia d'Inghilterra i piloti erano scoraggiati dal cercare il confronto con gli aerei avversari solo per alimentare i propri tabellini in una vera e propria gara, quando invece era importante mantenersi sulla difensiva e limitare i danni dei bombardieri per vincere la battaglia di logoramento. Per la stessa ragione, la tanto ambita Victoria Cross fu concessa nello stesso periodo ad un solo pilota, James Brinley Nicolson, che nonostante ferito e con l'apparecchio in fiamme (un Hawker Hurricane) decise di abbattere il Bf 110 che aveva causato il suo danneggiamento prima di abbandonare il velivolo e lanciarsi con il paracadute.
Qui stava certamente la grande differenza tra, in particolare, la Luftwaffe e la Royal Air Force: mentre era nel completo interesse della prima fomentare la competizione anche tra i suoi stessi ranghi (spesso e volentieri da Hermann Göring in persona), la seconda fu più severa per tutta la durata della guerra con i suoi aviatori, temendo sempre che la nascita di assi e personalità ammirabili avrebbe incentivato i loro colleghi ad imitarli, distraendoli dai propri ordini. Inoltre, il distinguersi di assi della caccia rispetto agli altri piloti avrebbe reso meno coeso l'insieme delle squadriglie e ciò avrebbe inficiato all'efficienza dell'intero Fighter Command in volo e a terra. La paura di fondo era quindi che l'intera Arma ne avrebbe risentito in efficacia, ed ovviamente, il Fighter Command era il più soggetto a questo timore rispetto agli altri reparti della RAF.
RAF e Luftwaffe andavano quindi a rappresentare nella stessa struttura per le quali erano contraddistinte due sistemi politici opposti.

### Stati Uniti d'America
Gli statunitensi ebbero un modo originale per il conteggio delle vittorie aeree, sin dal primo conflitto mondiale a cui presero attivamente parte solo dal 1917. Per enfatizzare la collaborazione fra compagni di squadriglia, nelle Forze Aeree degli USA contavano persino le "vittorie parziali". Ovvero: se un aereo nemico era abbattuto in collaborazione fra due compagni di squadriglia, a ciascun compagno veniva accreditata "mezza vittoria" aerea. Ci furono molti casi in cui tre compagni di squadriglia concorsero a un abbattimento, pertanto ciascuno venne accreditato di "un terzo di vittoria aerea". Le "mezze vittorie" o i "terzi di vittoria" venivano cumulati dai piloti, per cui due "mezze vittorie" contavano come una vittoria aerea. La somma totale faceva salire il pilota nella graduatoria degli assi.
Per confermare le vittorie, comunque, era sempre necessaria la testimonianza dei compagni di squadriglia. Nel caso delle "mezze vittorie", veniva presa buona la testimonianza di ciascuno dei due compagni di squadriglia che condividevano la vittoria.
Le decorazioni statunitensi non seguivano alcuna logica numerica, per ricompensare gli assi; ma si basavano solo sulla eccezionalità delle imprese individuali. Ad esempio, l'asso statunitense James H. Howard fu decorato con la Medal of Honor del Congresso (la più alta onorificenza USA) poiché l'11 gennaio 1944, combattendo con il suo P-51 Mustang, salvò una formazione di B-17 Flying Fortress da un tentativo di intercettazione da parte di Bf 110 tedeschi; riuscendo a distoglierli dall'attacco e tra l'altro abbattendone almeno quattro.
Per il corpo aereo dell'esercito e per i marine, gli aerei distrutti a terra contavano come aerei distrutti (anche se subito dopo la fine della guerra si decise di conteggiarli a parte), mentre la marina conteggiava solo quelli distrutti in volo.

## Elenchi di alcuni assi dell'aviazione
A livello mondiale, nel corso delle moltissime battaglie aeree che si ebbero dalla prima guerra mondiale a oggi, gli assi dell'aviazione sono diventati migliaia. I seguenti elenchi richiamano i principali assi dell'aviazione nel mondo, in varie guerre.

### Grande Guerra
| Nome                            | Nazione          | Corpo                               | Vittorie | Note |
| ------------------------------- | ---------------- | ----------------------------------- | -------- | --- |
| Manfred von Richthofen          | Germania         | Luftstreitkräfte                    | 81       | Il "Barone Rosso", Maggior Asso della Prima Guerra Mondiale |
| René Fonck                      | Francia          | Aviation militaire                  | 75       | Migliore tra i piloti francesi |
| Edward "Mick" Mannock           | Regno Unito      | Royal Flying Corps                  | 73       | Migliore dell'Impero britannico |
| Billy Bishop                    | Canada           | Royal Flying Corps                  | 72       | |
| Ernst Udet                      | Germania         | Luftstreitkräfte                    | 62       | |
| Raymond Collishaw               | Canada           | Royal Naval Air Service             | 62       | |
| James McCudden                  | Regno Unito      | Royal Flying Corps                  | 57       | |
| Erich Löwenhardt                | Germania         | Luftstreitkräfte                    | 54       | |
| Georges Guynemer                | Francia          | Aviation militaire                  | 53       | Terzo asso francese in ordine cronologico; |
| William Barker                  | Canada           | Royal Flying Corps                  | 50       | Migliore asso del fronte italiano |
| Werner Voss                     | Germania         | Luftstreitkräfte                    | 48       | |
| George McElroy                  | Irlanda          | Royal Flying Corps                  | 47       | |
| Robert Little                   | Australia        | Royal Naval Air Service             | 47       | |
| Roderic Dallas                  | Australia        | Royal Naval Air Service             | 45       | |
| Albert Ball                     | Regno Unito      | Royal Flying Corps                  | 44       | Ottavo asso britannico in ordine cronologico; |
| Rudolf Berthold                 | Germania         | Luftstreitkräfte                    | 44       | Quarto asso tedesco in ordine cronologico |
| Charles Nungesser               | Francia          | Aviation militaire                  | 43       | Quinto asso francese in ordine cronologico; |
| Georges Madon                   | Francia          | Aviation militaire                  | 41       | |
| Oswald Boelcke                  | Germania         | Luftstreitkräfte                    | 40       | Primo asso tedesco e quinto al mondo |
| Lothar von Richthofen           | Germania         | Luftstreitkräfte                    | 40       | Fratello minore di Manfred von Richthofen |
| Godwin Brumowski                | Austria-Ungheria | k.u.k. Luftfahrtruppen              | 35       | Era l'ottavo asso austro-ungarico in ordine cronologico |
| Francesco Baracca               | Italia           | Corpo Aeronautico                   | 34       | Medaglia d'oro al valor militare e terzo asso italiano in ordine cronologico, Miglior Asso Italiano                                                                                             |
| Kurt Wolff                      | Germania         | Luftstreitkräfte                    | 33       | |
| Julius Arigi                    | Austria-Ungheria | k.u.k. Luftfahrtruppen              | 32       | Era il sesto asso austro-ungarico in ordine cronologico |
| Benno Fiala von Fernbrugg       | Austria-Ungheria | k.u.k. Luftfahrtruppen              | 28       | |
| Frank Linke-Crawford            | Austria-Ungheria | k.u.k. Luftfahrtruppen              | 27       | |
| Clifford McEwen                 | Canada           | Royal Flying Corps                  | 27       | Il terzo migliore asso del fronte italiano |
| Eddie Rickenbacker              | Stati Uniti      | US Army Air Service                 | 26       | Asso statunitense |
| Silvio Scaroni                  | Italia           | Corpo Aeronautico                   | 26       | Secondo asso italiano per vittorie |
| Pier Ruggero Piccio             | Italia           | Corpo Aeronautico                   | 24       | Medaglia d'oro al valor militare. Terzo asso italiano per vittorie, settimo asso in ordine cronologico.                                                                                         |
| Erwin Böhme                     | Germania         | Luftstreitkräfte                    | 24       | |
| Peter Carpenter                 | Regno Unito      | Royal Flying Corps                  | 24       | Con 19 vittorie sul fronte italiano |
| Matthew Frew                    | Regno Unito      | Royal Flying Corps                  | 23       | Con 7 vittorie sul fronte italiano |
| René Dorme                      | Francia          | Aviation militaire                  | 23       | |
| Hermann Göring                  | Germania         | Luftstreitkräfte                    | 22       | Successivamente nominato comandante in capo della Luftwaffe |
| Flavio Baracchini               | Italia           | Corpo Aeronautico                   | 21       | Sesto asso italiano in ordine cronologico |
| Alfred Heurtaux                 | Francia          | Aviation militaire                  | 21       | |
| Fulco Ruffo di Calabria         | Italia           | Corpo Aeronautico                   | 20       | Medaglia d'oro al valor militare e quarto asso italiano in ordine cronologico |
| Wilhelm Reinhard                | Germania         | Luftstreitkräfte                    | 20       | Succedette al Barone Rosso al comando della squadriglia |
| Hans von Freden                 | Germania         | Luftstreitkräfte                    | 20       | Consegue le prime tre vittorie sul fronte italiano |
| Wilhelm Frankl                  | Germania         | Luftstreitkräfte                    | 20       | Sesto asso tedesco in ordine cronologico |
| Albert Deullin                  | Francia          | Aviation militaire                  | 20       | Era l'ottavo asso francese in ordine cronologico |
| Aleksandr Aleksandrovič Kazakov | Impero russo     | Imperatorskij voenno-vozdušnyj flot | 19       | Miglior asso russo |
| Kurt Wintgens                   | Germania         | Luftstreitkräfte                    | 19       | Primo pilota ad aver abbattuto un aeroplano grazie al dispositivo di sincronizzazione abbinato alla mitragliatrice del proprio velivolo Fokker E.I ed ottavo asso tedesco in ordine cronologico |
| Josef Kiss                      | Austria-Ungheria | k.u.k. Luftfahrtruppen              | 19       | |
| Cedric Howell                   | Australia        | Royal Flying Corps                  | 19       | Tutte vittorie sul fronte italiano |
| Alan Machin Wilkinson           | Regno Unito      | Royal Flying Corps                  | 19       | Era il settimo asso britannico in ordine cronologico |
| Franz Gräser                    | Austria-Ungheria | k.u.k. Luftfahrtruppen              | 18       | |
| Frank Luke                      | Stati Uniti      | US Army Air Service                 | 18       | Medal of Honor |
| Ferruccio Ranza                 | Italia           | Corpo Aeronautico                   | 17       | Ottavo asso italiano in ordine cronologico; |
| Marziale Cerutti                | Italia           | Corpo Aeronautico                   | 17       | |
| Raoul Lufbery                   | Stati Uniti      | US Army Air Service                 | 17       | |
| Eugen Bönsch                    | Austria-Ungheria | k.u.k. Luftfahrtruppen              | 16       | |
| Stefan Fejes                    | Austria-Ungheria | k.u.k. Luftfahrtruppen              | 16       | |
| Vasili Yanchenko                | Impero russo     | Imperatorskij voenno-vozdušnyj flot | 16       | |
| Jean Chaput                     | Francia          | Aviation militaire                  | 16       | Sesto asso francese in ordine cronologico; |
| Pavel Vladimirovič Argeev       | Impero russo     | Aviation militaire                  | 15       | Combatté sul fronte occidentale in forza a unità francesi |
| Ernst Strohschneider            | Austria-Ungheria | k.u.k. Luftfahrtruppen              | 15       | |
| Max Immelmann                   | Germania         | Luftstreitkräfte                    | 15       | Inventore dell'omonima manovra, secondo asso tedesco e sesto al mondo |
| Albert Dossenbach               | Germania         | Luftstreitkräfte                    | 15       | |
| Harry King Goode                | Regno Unito      | Royal Flying Corps                  | 15       | Tutte vittorie sul fronte italiano |
| Thomas F. Williams              | Canada           | Royal Flying Corps                  | 14       | Con 10 vittorie sul fronte italiano |
| Francis S. Symondson            | Regno Unito      | Royal Flying Corps                  | 13       | Tutte vittorie sul fronte italiano |
| Stanley Stanger                 | Canada           | Royal Flying Corps                  | 13       | Tutte vittorie sul fronte italiano |
| Sidney Cottle                   | Sudafrica        | Royal Flying Corps                  | 13       | Con 11 vittorie sul fronte italiano |
| Harold B. Hudson                | Canada           | Royal Flying Corps                  | 13       | Tutte vittorie sul fronte italiano |
| Hans-Joachim Buddecke           | Germania         | Luftstreitkräfte                    | 13       | Terzo asso tedesco e ottavo al mondo in ordine cronologico |
| Gerald Birks                    | Canada           | Royal Flying Corps                  | 12       | Tutte vittorie sul fronte italiano |
| Raymond Brownell                | Australia        | Royal Flying Corps                  | 12       | Con 7 vittorie sul fronte italiano |
| Kenneth Barbour Montgomery      | Regno Unito      | Royal Flying Corps                  | 12       | Con 2 vittorie sul fronte italiano |
| Bernhard Ultsch                 | Germania         | Luftstreitkräfte                    | 12       | Con 5 vittorie sul fronte italiano |
| Adolf Heyrowsky                 | Austria-Ungheria | k.u.k. Luftfahrtruppen              | 12       | Era il quinto asso austro-ungarico in ordine cronologico |
| Luigi Olivari                   | Italia           | Corpo Aeronautico                   | 12       | Primo asso italiano in ordine cronologico; |
| James White                     | Canada           | Royal Naval Air Service             | 12       | |
| Jean Navarre                    | Francia          | Aviation militaire                  | 12       | Quarto asso francese in ordine cronologico; |
| Paul Tarascon                   | Francia          | Aviation militaire                  | 12       | |
| John C. B. Firth                | Regno Unito      | Royal Flying Corps                  | 11       | Con 2 vittorie sul fronte italiano |
| André Julien Chainat            | Francia          | Aviation militaire                  | 11       | Nono asso francese in ordine cronologico; |
| Maxime Albert Lenoir            | Francia          | Aviation militaire                  | 11       | Settimo asso francese in ordine cronologico; |
| Mansell Richard James           | Canada           | Royal Flying Corps                  | 11       | Tutte vittorie sul fronte italiano |
| James Hart Mitchell             | Regno Unito      | Royal Flying Corps                  | 11       | Con 8 vittorie sul fronte italiano |
| Charles Midgley Maud            | Regno Unito      | Royal Flying Corps                  | 11       | Tutte vittorie sul fronte italiano |
| Franz Rudorfer                  | Austria-Ungheria | k.u.k. Luftfahrtruppen              | 11       | |
| Kurt Gruber                     | Austria-Ungheria | k.u.k. Luftfahrtruppen              | 11       | 4 Medaglie d'oro al valore |
| Giovanni "Giannino" Ancillotto  | Italia           | Corpo Aeronautico                   | 11       | "L'ala incombustibile" 1 Medaglia d'oro e 3 Medaglie d'argento al V.M. |
| Antonio Reali                   | Italia           | Corpo Aeronautico                   | 11       | |
| Stefan Kirmaier                 | Germania         | Luftstreitkräfte                    | 11       | |
| Hans Schüz                      | Germania         | Luftstreitkräfte                    | 10       | Settimo asso tedesco in ordine cronologico |
| Max Ritter von Mulzer           | Germania         | Luftstreitkräfte                    | 10       | Nono asso tedesco in ordine cronologico |
| Miroslav Navratil               | Austria-Ungheria | k.u.k. Luftfahrtruppen              | 10       | |
| Raoul Stojsavljevic             | Austria-Ungheria | k.u.k. Luftfahrtruppen              | 10       | Era il decimo asso austro-ungarico in ordine cronologico |
| Gordon Apps                     | Regno Unito      | Royal Flying Corps                  | 10       | Tutte vittorie sul fronte italiano |
| Hilliard Brooke Bell            | Canada           | Royal Flying Corps                  | 10       | Tutte vittorie sul fronte italiano |
| Adrian Cole                     | Australia        | Royal Flying Corps                  | 10       | |
| Patrick Anthony Langan-Byrne    | Irlanda          | Royal Flying Corps                  | 10       | |
| Gottfried Freiherr von Banfield | Austria-Ungheria | k.u.k. Luftfahrtruppen              | 9        | L'Aquila di Trieste era il quarto asso austro-ungarico in ordine cronologico |
| Richard Jeffries Dawes          | Canada           | Royal Flying Corps                  | 9        | Con 8 vittorie sul fronte italiano |
| Otto Jindra                     | Austria-Ungheria | k.u.k. Luftfahrtruppen              | 9        | Era il primo asso austro-ungarico in ordine cronologico |
| Norman Cyril Jones              | Regno Unito      | Royal Flying Corps                  | 9        | Tutte vittorie sul fronte italiano |
| Christopher McEvoy              | Regno Unito      | Royal Flying Corps                  | 9        | Tutte vittorie sul fronte italiano |
| Georg Kenzian                   | Austria-Ungheria | k.u.k. Luftfahrtruppen              | 9        | |
| Ferdinand Udvardy               | Austria-Ungheria | k.u.k. Luftfahrtruppen              | 9        | |
| Christopher Draper              | Regno Unito      | Royal Naval Air Service             | 9        | "Il maggiore folle" |
| Ranald Reid                     | Regno Unito      | Royal Flying Corps                  | 9        | Era il decimo asso britannico in ordine cronologico; |
| Cyril Lowe                      | Regno Unito      | Royal Flying Corps                  | 9        | |
| Ernst von Althaus               | Germania         | Luftstreitkräfte                    | 9        | Quinto asso tedesco in ordine cronologico |
| Gustav Leffers                  | Germania         | Luftstreitkräfte                    | 9        | |
| Károly Kaszala                  | Austria-Ungheria | k.u.k. Luftfahrtruppen              | 8        | |
| Heinrich Kostrba                | Austria-Ungheria | k.u.k. Luftfahrtruppen              | 8        | Era il secondo asso austro-ungarico in ordine cronologico |
| Alvaro Leonardi                 | Italia           | Corpo Aeronautico                   | 8        | 2 MAVM, 1 Croce al merito di guerra |
| Ernest Masters                  | Regno Unito      | Royal Flying Corps                  | 8        | Tutte vittorie sul fronte italiano |
| Henry Moody                     | Regno Unito      | Royal Flying Corps                  | 8        | Con 4 vittorie sul fronte italiano |
| William Myron MacDonald         | Canada           | Royal Flying Corps                  | 8        | Tutte vittorie sul fronte italiano |
| Harold Ross Eycott-Martin       | Regno Unito      | Royal Flying Corps                  | 8        | Tutte vittorie sul fronte italiano |
| Lionel Rees                     | Regno Unito      | Royal Flying Corps                  | 8        | Secondo asso britannico e quarto al mondo in ordine cronologico insieme ad il suo osservatore Flight sergeant James McKinlay Hargreaves                                                         |
| Eustace Grenfell                | Regno Unito      | Royal Flying Corps                  | 8        | Quinto asso britannico e decimo al mondo in ordine cronologico |
| Arthur Gerald Knight            | Regno Unito      | Royal Flying Corps                  | 8        | |
| Gastone Novelli                 | Italia           | Corpo Aeronautico                   | 8        | |
| Flaminio Avet                   | Italia           | Corpo Aeronautico                   | 8        | |
| Giovanni Nicelli                | Italia           | Corpo Aeronautico                   | 8        | |
| Carlo Francesco Lombardi        | Italia           | Corpo Aeronautico                   | 8        | Decimo asso italiano in ordine cronologico; |
| Ernesto Cabruna                 | Italia           | Corpo Aeronautico                   | 8        | Medaglia d'oro al valore militare, Medaglia d'oro di Fiume |
| Wilhelm Hippert                 | Germania         | Luftstreitkräfte                    | 8        | con 5 vittorie sul fronte italiano |
| Fritz Jacobsen                  | Germania         | Luftstreitkräfte                    | 8        | con 2 vittorie sul fronte italiano |
| Otto Parschau                   | Germania         | Luftstreitkräfte                    | 8        | Era il decimo asso tedesco in ordine cronologico |
| Paul Sauvage                    | Francia          | Aviation militaire                  | 8        | |
| Hans Schilling                  | Germania         | Luftstreitkräfte                    | 8        | |
| Leopoldo Eleuteri               | Italia           | Corpo Aeronautico                   | 7        | 2 MAVM e 1 MBVM |
| Josef Friedrich                 | Austria-Ungheria | k.u.k. Luftfahrtruppen              | 7        | |
| James Dewhirst                  | Regno Unito      | Royal Flying Corps                  | 7        | Con 6 vittorie in Italia nel No. 45 Squadron RAF |
| William Carrall Hilborn         | Canada           | Royal Flying Corps                  | 7        | Tutte vittorie sul fronte italiano |
| Mario Fucini                    | Italia           | Corpo Aeronautico                   | 7        | 2 MAVM e 1 MBVM |
| Ludwig Hautzmayer               | Austria-Ungheria | k.u.k. Luftfahrtruppen              | 7        | |
| Otto Jäger                      | Austria-Ungheria | k.u.k. Luftfahrtruppen              | 7        | Era il terzo asso austro-ungarico in ordine cronologico |
| Alan Jerrard                    | Regno Unito      | Royal Flying Corps                  | 7        | Tutte vittorie sul fronte italiano |
| Lanoe Hawker                    | Regno Unito      | Royal Flying Corps                  | 7        | Primo asso britannico e terzo al mondo in ordine cronologico |
| Sidney Edward Cowan             | Irlanda          | Royal Flying Corps                  | 7        | |
| Hans Kummetz                    | Germania         | Luftstreitkräfte                    | 7        | Una vittoria confermata ed una non confermata sul fronte italiano |
| John MacKereth                  | Regno Unito      | Royal Flying Corps                  | 7        | No. 28 Squadron RAF in Italia |
| Arthur Gabbettis Cooper         | Regno Unito      | Royal Flying Corps                  | 7        | No. 28 Squadron RAF con 6 vittorie in Italia |
| Awdry Vaucour                   | Regno Unito      | Royal Flying Corps                  | 7        | No. 45 Squadron RAF con 4 vittorie in Italia |
| Orazio Pierozzi                 | Italia           | Corpo Aeronautico                   | 7        | 1 MOVM e 4 MAVM |
| Cosimo Rennella                 | Italia           | Corpo Aeronautico                   | 7        | 2 MAVM |
| Johann Risztics                 | Austria-Ungheria | k.u.k. Luftfahrtruppen              | 7        | |
| Noël de Rochefort               | Francia          | Aviation militaire                  | 7        | Era il decimo asso francese in ordine cronologico |
| Lancelot Richardson             | Australia        | Royal Flying Corps                  | 7        | Nono asso britannico in ordine cronologico; |
| Antonio Riva                    | Italia           | Corpo Aeronautico                   | 7        | 1 MAVM |
| Percy Wilson                    | Regno Unito      | Royal Flying Corps                  | 7        | Tutte vittorie sul fronte italiano |
| Aldo Bocchese                   | Italia           | Corpo Aeronautico                   | 6        | 2 MBVM |
| Alessandro Buzio                | Italia           | Corpo Aeronautico                   | 6        | 2 MAVM |
| Charles Gray Catto              | Stati Uniti      | Royal Flying Corps                  | 6        | Tutte vittorie sul fronte italiano |
| Attilio Imolesi                 | Italia           | Corpo Aeronautico                   | 6        | 1 MAVM e 1 MBVM |
| Antonio Chiri                   | Italia           | Corpo Aeronautico                   | 6        | 3 Medaglie d'argento al valore militare |
| Bartolomeo Costantini           | Italia           | Corpo Aeronautico                   | 6        | 2 MAVM, 1 Croce al merito di guerra |
| Andreas Dombrowski              | Austria-Ungheria | k.u.k. Luftfahrtruppen              | 6        | |
| Guglielmo Fornagiari            | Italia           | Corpo Aeronautico                   | 6        | 2 MAVM e 1 MBVM |
| Johann Frint                    | Austria-Ungheria | k.u.k. Luftfahrtruppen              | 6        | Era il secondo asso austro-ungarico in ordine cronologico |
| Alfred Haines                   | Regno Unito      | Royal Flying Corps                  | 6        | Tutte vittorie sul fronte italiano |
| Sándor Kasza                    | Austria-Ungheria | k.u.k. Luftfahrtruppen              | 6        | |
| André Robert Lévy               | Francia          | Aviation militaire                  | 6        | Con 5 vittorie in Italia |
| Cesare Magistrini               | Italia           | Corpo Aeronautico                   | 6        | 2 MAVM e 1 MBVM |
| Guido Nardini                   | Italia           | Corpo Aeronautico                   | 6        | 1 MAVM e 2 MBVM |
| Karl Nikitsch                   | Austria-Ungheria | k.u.k. Luftfahrtruppen              | 6        | |
| Luigi Olivi                     | Italia           | Corpo Aeronautico                   | 6        | 2 MAVM e quinto asso italiano in ordine cronologico |
| Augustus Paget                  | Regno Unito      | Royal Flying Corps                  | 6        | Tutte vittorie sul fronte italiano |
| Giorgio Pessi                   | Italia           | Corpo Aeronautico                   | 6        | 2 MAVM |
| Franz Peter                     | Austria-Ungheria | k.u.k. Luftfahrtruppen              | 6        | |
| Josef Pürer                     | Austria-Ungheria | k.u.k. Luftfahrtruppen              | 6        | |
| Alan Rice-Oxley                 | Regno Unito      | Royal Flying Corps                  | 6        | Tutte vittorie sul fronte italiano |
| Cosimo Rizzotto                 | Italia           | Corpo Aeronautico                   | 6        | 2 MAVM |
| Roman Schmidt                   | Austria-Ungheria | k.u.k. Luftfahrtruppen              | 6        | |
| Mario Stoppani                  | Italia           | Corpo Aeronautico                   | 6        | 1 MAVM, secondo asso italiano in ordine cronologico |
| Romolo Ticconi                  | Italia           | Corpo Aeronautico                   | 6        | 1 MAVM e 1 MBVM |
| Adolphe Pégoud                  | Francia          | Aviation militaire                  | 6        | Primo asso dell'aviazione |
| Frederick Powell                | Regno Unito      | Royal Flying Corps                  | 6        | Sesto asso britannico in ordine cronologico |
| Michele Allasia                 | Italia           | Corpo Aeronautico                   | 5        | 3 MAVM e 1 MBVM |
| Antonio Amantea                 | Italia           | Corpo Aeronautico                   | 5        | 2 MAVM |
| Sebastiano Bedendo              | Italia           | Corpo Aeronautico                   | 5        | 1 MAVM e 1 MBVM |
| Francis Stephen Bowles          | Regno Unito      | Royal Flying Corps                  | 5        | Tutte vittorie sul fronte italiano nel No. 45 Squadron RAF |
| Julius Busa                     | Austria-Ungheria | k.u.k. Luftfahrtruppen              | 5        | Era il settimo asso austro-ungarico in ordine cronologico |
| Eugène Gilbert                  | Francia          | Aviation militaire                  | 5        | Secondo asso dell'aviazione |
| Umberto Calvello                | Italia           | Corpo Aeronautico                   | 5        | 2 MAVM e 1 MBVM |
| Jack Escott Child               | Regno Unito      | Royal Flying Corps                  | 5        | Con 2 vittorie sul fronte italiano nel No. 45 Squadron RAF |
| Joseph E. Hallonquist           | Canada           | Royal Flying Corps                  | 5        | Tutte vittorie sul fronte italiano |
| Earl Hand                       | Canada           | Royal Flying Corps                  | 5        | Con 4 vittorie sul fronte italiano |
| Arthur Jarvis                   | Canada           | Royal Flying Corps                  | 5        | Tutte vittorie sul fronte italiano nel No. 28 Squadron RAF |
| Harold Koch Boysen              | Stati Uniti      | Royal Flying Corps                  | 5        | Tutte vittorie sul fronte italiano |
| Julius Kowalczik                | Austria-Ungheria | k.u.k. Luftfahrtruppen              | 5        | |
| Franz Lahner                    | Austria-Ungheria | k.u.k. Luftfahrtruppen              | 5        | |
| Friedrich Lang                  | Austria-Ungheria | k.u.k. Luftfahrtruppen              | 5        | |
| Friedrich Hefty                 | Austria-Ungheria | k.u.k. Luftfahrtruppen              | 5        | |
| Johann Lasi                     | Austria-Ungheria | k.u.k. Luftfahrtruppen              | 5        | |
| Giulio Lega                     | Italia           | Corpo Aeronautico                   | 5        | 2 MAVM e 1 MBVM |
| James Lennox                    | Regno Unito      | Royal Flying Corps                  | 5        | Tutte vittorie sul fronte italiano |
| Charles Gordon Bell             | Regno Unito      | Royal Flying Corps                  | 5        | Fu il pilota di maggior successo con i Bristol Scout, il quarto asso britannico e l'ottavo al mondo in ordine cronologico                                                                       |
| Harold Medlicott                | Regno Unito      | Royal Flying Corps                  | 5        | Era il terzo asso britannico ed il settimo al mondo in ordine cronologico |
| Henry Cope Evans                | Regno Unito      | Royal Flying Corps                  | 5        | Era il nono asso britannico in ordine cronologico |
| Federico Martinengo             | Italia           | Corpo Aeronautico                   | 5        | 2 MAVM |
| Guido Masiero                   | Italia           | Corpo Aeronautico                   | 5        | 3 MAVM e 1 MBVM |
| Amedeo Mecozzi                  | Italia           | Corpo Aeronautico                   | 5        | 1 MAVM e 2 MBVM |
| Giorgio Michetti (aviatore)     | Italia           | Corpo Aeronautico                   | 5        | 2 MAVM |
| Kurt Nachod                     | Austria-Ungheria | k.u.k. Luftfahrtruppen              | 5        | Era il nono asso austro-ungarico in ordine cronologico |
| Augustin Novák                  | Austria-Ungheria | k.u.k. Luftfahrtruppen              | 5        | |
| Karl Patzelt                    | Austria-Ungheria | k.u.k. Luftfahrtruppen              | 5        | |
| Alessandro Resch                | Italia           | Corpo Aeronautico                   | 5        | 1 MAVM e 1 MBVM |
| Alois Rodlauer                  | Austria-Ungheria | k.u.k. Luftfahrtruppen              | 5        | |
| Giovanni Sabelli                | Italia           | Corpo Aeronautico                   | 5        | 2 MAVM e nono asso italiano in ordine cronologico |
| Rudolf Szepessy-Sokoll          | Austria-Ungheria | k.u.k. Luftfahrtruppen              | 5        | |
| Karl Teichmann                  | Austria-Ungheria | k.u.k. Luftfahrtruppen              | 5        | |
| Ludwig Gaim                     | Germania         | Luftstreitkräfte                    | 5        | Tutte vittorie sul fronte italiano |
| Alwin Thurm                     | Germania         | Luftstreitkräfte                    | 5        | con 4 vittorie sul fronte italiano |
| Wilhelm Fahlbusch               | Germania         | Luftstreitkräfte                    | 5        | |
| Kurt Haber                      | Germania         | Luftstreitkräfte                    | 5        | |
| Hans Rosencrantz                | Germania         | Luftstreitkräfte                    | 5        | |
| Karl Urban (aviatore)           | Austria-Ungheria | k.u.k. Luftfahrtruppen              | 5        | |
| Franz Wognar                    | Austria-Ungheria | k.u.k. Luftfahrtruppen              | 5        | |
| Jurij Vladimirovič Gilšer       | Impero russo     | Imperatorskij voenno-vozdušnyj flot | 5        | |

### Guerra civile spagnola
| Nome                  | Nazione        | Corpo                                   | Vittorie | Note                                                                                                   |
| --------------------- | -------------- | --------------------------------------- | -------- | --- |
| Joaquín García-Morato | Spagna         | Aviación Nacional                       | 40       | Maggior Asso della Guerra di Spagna                                                                    |
| Alois Vasatko         | Cecoslovacchia | Fuerzas Aéreas de la República Española | 17       | Maggior Asso dell'Aeronautica Repubblicana nella Guerra di Spagna                                      |
| Bruno di Montegnacco  | Italia         | Aviazione Legionaria                    | 15       | Maggior Asso Italiano della Guerra di Spagna                                                           |
| Werner Mölders        | Germania       | Legione Condor                          | 14       | Maggior Asso Tedesco della Guerra di Spagna                                                            |
| Guido Presel          | Italia         | Aviazione Legionaria                    | 12       | |
| Wolfgang Schellman    | Germania       | Legione Condor                          | 12       | |
| Harro Harder          | Germania       | Legione Condor                          | 11       | |
| Abel Guides           | Francia        | Fuerzas Aéreas de la República Española | 10       | |
| Adriano Mantelli      | Italia         | Aviazione Legionaria                    | 10       | |
| Guido Nobili          | Italia         | Aviazione Legionaria                    | 10       | |
| Giuseppe Cenni        | Italia         | Aviazione Legionaria                    | 8        | di cui un dirigibile. A 21 anni, fu il più giovane Asso Italiani della Guerra di Spagna                |
| Gianlino Baschirotto  | Italia         | Aviazione Legionaria                    | 5        | Unico italiano ad ottenere il titolo di Asso in due guerre distinte (Spagna e Seconda Guerra Mondiale) |

### Seconda guerra mondiale
| Nome                           | Nazione                            | Corpo                                | Vittorie              | Note                                                                                                   |
| ------------------------------ | ---------------------------------- | ------------------------------------ | --------------------- | --- |
| Erich "Bubi" Hartmann          | Germania                           | Luftwaffe                            | 352                   | Maggior Asso Tedesco, della Seconda Guerra Mondiale e della Storia                                     |
| Gerhard Barkhorn               | Germania                           | Luftwaffe                            | 301                   | |
| Günther Rall                   | Germania                           | Luftwaffe                            | 275                   | |
| Otto Kittel                    | Germania                           | Luftwaffe                            | 267                   | |
| Walter Nowotny                 | Germania                           | Luftwaffe                            | 237                   | |
| Erich Rudorffer                | Germania                           | Luftwaffe                            | 222                   | |
| Heinz Bär                      | Germania                           | Luftwaffe                            | 220                   | |
| Hermann Graf                   | Germania                           | Luftwaffe                            | 212                   | |
| Johannes Steinhoff             | Germania                           | Luftwaffe                            | 176                   | |
| Hans-Joachim Marseille         | Germania                           | Luftwaffe                            | 158                   | |
| Heinz-Wolfgang Schnaufer       | Germania                           | Luftwaffe                            | 121                   | |
| Adolf Galland                  | Germania                           | Luftwaffe                            | 103                   | |
| Werner "Vati" Mölders          | Germania                           | Luftwaffe                            | 101                   | |
| Josef Priller                  | Germania                           | Luftwaffe                            | 101                   | |
| Ilmari Juutilainen             | Finlandia                          | Suomen ilmavoimat                    | 94                    | Maggior Asso Finlandese                                                                                |
| Hiroyoshi Nishizawa            | Giappone                           | Dai-Nippon Teikoku Kaigun Kōkū Hombu | 87                    | Maggior Asso Giapponese                                                                                |
| Hans Wind                      | Finlandia                          | Suomen Ilmavoimat                    | 75                    | |
| Erbo, conte di Kageneck        | Germania                           | Luftwaffe                            | 67                    | |
| Saburō Sakai                   | Giappone                           | Dai-Nippon Teikoku Kaigun Kōkū Hombu | 64                    | |
| Ivan Nikitovič Kožedub         | Unione Sovietica                   | V-VS                                 | 62                    | Maggior Asso dell'URSS e degli Alleati                                                                 |
| Horst Carganico                | Germania                           | Luftwaffe                            | 60                    | |
| Aleksandr Ivanovič Pokryškin   | Unione Sovietica                   | V-VS                                 | 59                    | |
| Alexandru Serbanescu           | Romania                            | Forțele Aeriene Regale ale României  | 56                    | Maggior Asso Romeno                                                                                    |
| Eino Luukkanen                 | Finlandia                          | Suomen Ilmavoimat                    | 56                    | |
| Constantin Cantacuzino         | Romania                            | Forțele Aeriene Regale ale României  | 53                    | |
| Richard I. Bong                | Stati Uniti                        | USAAF                                | 40                    | Maggior Asso USA                                                                                       |
| Thomas McGuire                 | Stati Uniti                        | USAAF                                | 38                    | |
| Johnnie Johnson                | Regno Unito                        | Royal Air Force                      | 38                    | Maggior Asso dell'Impero Britannico                                                                    |
| Francis "Gabby" Gabreski       | Stati Uniti                        | USAAF                                | 34½                   | |
| David McCampbell               | Stati Uniti                        | U.S. Navy                            | 34                    | |
| Pierre Clostermann             | Francia                            | Royal Air Force                      | 33                    | |
| Adolph Malan                   | Sudafrica                          | Royal Air Force                      | 32                    | |
| Ioan Milu                      | Romania                            | Forțele Aeriene Regale ale României  | 30                    | |
| Gregory "Pappy" Boyington      | Stati Uniti                        | USMC                                 | 28                    | |
| Robert S. Johnson              | Stati Uniti                        | USAAF                                | 28                    | |
| Cecil E. Harris                | Stati Uniti                        | U.S. Navy                            | 23                    | |
| Teresio Martinoli              | Italia                             | Regia Aeronautica                    | 22                    | Maggior Asso Italiano                                                                                  |
| Ion Mucenica                   | Romania                            | Forțele Aeriene Regale ale României  | 22                    | |
| Stanisław Skalski              | Polonia                            | Lotnictwo Wojska Polskiego           | 22                    | Maggior Asso Polacco                                                                                   |
| Domeic Salvatore "Don" Gentile | Stati Uniti                        | U.S. Air Force                       | 21,5                  | |
| Leonardo Ferrulli              | Italia                             | Regia Aeronautica                    | 21                    | |
| Franco Lucchini                | Italia                             | Regia Aeronautica                    | 21 (19 secondo altri) | |
| Karel Kuttelwascher            | Cecoslovacchia                     | Royal Air Force                      | 20                    | Maggior Asso Cecoslovacco                                                                              |
| Franco Bordoni Bisleri         | Italia                             | Regia Aeronautica                    | 19                    | |
| Luigi Gorrini                  | Italia                             | Regia Aeronautica                    | 19                    | |
| Sadamu Komachi                 | Giappone                           | Dai-Nippon Teikoku Kaigun Kōkū Hombu | 18                    | |
| Ugo Drago                      | Italia Repubblica Sociale Italiana | Regia Aeronautica e ANR              | 17                    | |
| Mario Visintini                | Italia                             | Regia Aeronautica                    | 17                    | |
| Josef Frantisek                | Cecoslovacchia                     | Lotnictwo Wojska Polskiego           | 17                    | |
| Ion Malacescu                  | Romania                            | Forțele Aeriene Regale ale României  | 17                    | |
| Kunimori Nakakariya            | Giappone                           |                                      | 16                    | |
| Mario Bonzano                  | Italia Repubblica Sociale Italiana | Regia Aeronautica e ANR              | 14                    | |
| Luigi Baron                    | Italia                             | Regia Aeronautica                    | 12                    | |
| Pietro Serini                  | Italia                             | Regia Aeronautica                    | 11                    | |
| Fernando Malvezzi              | Italia Repubblica Sociale Italiana | Regia Aeronautica e ANR              | 10                    | |
| Ennio Tarantola                | Italia Repubblica Sociale Italiana | Regia Aeronautica e ANR              | 10                    | |
| Adriano Visconti               | Italia Repubblica Sociale Italiana | Regia Aeronautica e ANR              | 10                    | |
| Gianlino Baschirotto           | Italia                             | Regia Aeronautica                    | 6                     | Unico italiano ad ottenere il titolo di Asso in due guerre distinte (Spagna e Seconda Guerra Mondiale) |

### Guerra di Corea
| Nome                             | Nazione          | Corpo | Vittorie |
| -------------------------------- | ---------------- | ----- | -------- |
| Nikolay Sutyagin                 | Unione Sovietica | VVS   | 21       |
| Yevgeny Pepelyaev                | Unione Sovietica | VVS   | 23       |
| Capt. Joseph M. McConnell        | Stati Uniti      | USAF  | 16       |
| Major James Jabara               | Stati Uniti      | USAF  | 15       |
| Capt. Manuel J. "Pete" Fernandez | Stati Uniti      | USAF  | 14 1/2   |
| Maj. George A. Davis             | Stati Uniti      | USAF  | 14       |
| Lev Shchukin                     | Unione Sovietica | VVS   | 13       |
| Sergei Kramarenko                | Unione Sovietica | VVS   | 13       |
| Richard D. Creighton             | Stati Uniti      | USAAF | 7        |

### Guerra del Vietnam
| Nome                                       | Nazione          | Corpo                        | Vittorie |
| ------------------------------------------ | ---------------- | ---------------------------- | -------- |
| Nguyễn Văn Cốc                             | Vietnam del Nord | Không Quân Nhân Dân Việt Nam | 9        |
| Mai Văn Cường                              | Vietnam del Nord | Không Quân Nhân Dân Việt Nam | 8        |
| Randall "Duke" Cunningham/William Driscoll | Stati Uniti      | U.S. Navy                    | 5        |
| Charles B. DeBellevue                      | Stati Uniti      | USAF                         | 6        |

### Guerra arabo-israeliana
| Nome                      | Nazione | Corpo                                         | Vittorie |
| ------------------------- | ------- | --------------------------------------------- | -------- |
| Col. (Res.) Giora Epstein | Israele | Heyl Ha'Avir                                  | 17       |
| Yiftah Spector            | Israele | Heyl Ha'Avir                                  | 15       |
| Amir Nahumi               | Israele | Heyl Ha'Avir                                  | 15       |
| Majid Zugbi               | Siria   | Al-Quwwat al-Jawwiyya al-'Arabiyya al-Suriyya | 6        |
| Djur Abid Adib            | Siria   | Al-Quwwat al-Jawwiyya al-'Arabiyya al-Suriyya | 5        |
| Majad Halabi              | Siria   | Al-Quwwat al-Jawwiyya al-'Arabiyya al-Suriyya | 5        |

### Guerra Iran-Iraq
| Nome               | Nazione | Corpo                                               | Vittorie |
| ------------------ | ------- | --------------------------------------------------- | -------- |
| Jalal Zandi        | Iran    | Niru-ye Havayi-ye Artesh-e Jomhuri-ye Eslami-e Iran | 9        |
| Mohommed Rayyan    | Iraq    | Al-Quwwat al-Jawwiyya al-'Iraqiyya                  | 6        |
| Yadollah Javadpour | Iran    | Niru-ye Havayi-ye Artesh-e Jomhuri-ye Eslami-e Iran | 5        |